# Michal Kosakowski

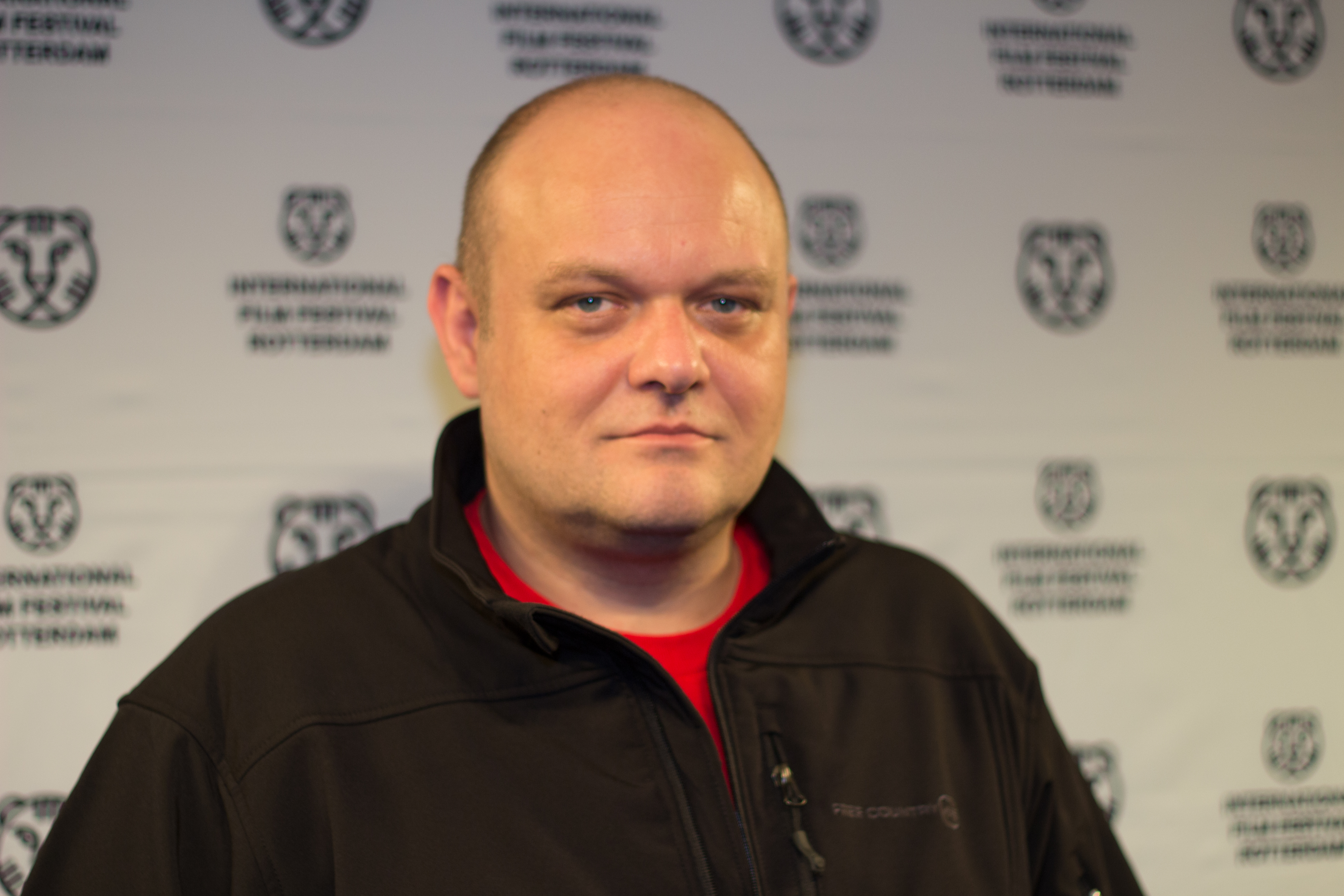
Michal Kosakowski (2015)

Michal Kosakowski (* 1975 in Stettin, Polen) ist ein polnisch-deutscher Filmregisseur, Medienkünstler und Dozent. Er arbeitet vor allem in den Bereichen Experimentalfilm, Dokumentarfilm und Videokunst.

## Leben und Ausbildung
Kosakowski wurde 1975 in Stettin geboren und zog im Alter von zehn Jahren mit seiner Familie nach Wien. Dort absolvierte er die Handelsakademie und studierte kurzzeitig an der Wiener Filmakademie.
Zwischen 1997 und 2000 war er Artist-in-Residence im Kommunikationszentrum Fabrica in Italien, wo er u. a. mit dem Fotografen Oliviero Toscani zusammenarbeitete.

## Werk
Bereits in den 1990er Jahren gründete er die unabhängige Produktionsfirma Dark Productions in Wien, mit der er zahlreiche Kurzfilme produzierte. Ab 2003 war er mit seiner Firma Kosakowski Films in Berlin tätig, die sich auf experimentelle Filme, Installationen und Dokumentarprojekte spezialisierte.

### Zero Killed
Sein bekanntester Film ist Zero Killed (2012), ein semidokumentarisches Projekt über Menschen, die ihre eigenen Gewaltfantasien filmisch inszenieren und anschließend reflektieren. Der Film basiert auf der Videoinstallation Fortynine (2007) und wurde unter anderem beim Chicago Underground Film Festival ausgezeichnet.

### Weitere Projekte
- Just Like the Movies (2006) – ein Kurzfilm über mediale Repräsentationen der Terroranschläge vom 11. September; ausgezeichnet in Mailand und Amsterdam.
- German Angst (2015) – Episodenfilm mit drei Geschichten. Kosakowski inszenierte die Episode Make a Wish, die sich mit Gewalt, Rache und magischem Realismus auseinandersetzt. Die anderen Episoden stammen von Jörg Buttgereit und Andreas Marschall.[6]
- Holofiction (2025) – multimediales Projekt über Erinnerungskultur in Kooperation mit der Deutschen Kinemathek.

## Lehr- und Kuratortätigkeit
Von 2008 bis 2011 lehrte Kosakowski Experimentalfilm und Filmtheorie an der Mediadesign Hochschule München. Zudem war er Juror bei mehreren internationalen Filmfestivals, darunter das Milano Film Festival und das SLASH Filmfestival.

## Stil und Rezeption
Kosakowskis Filme gelten als herausfordernd und provozierend. Sie thematisieren Gewalt, Ethik, Erinnerung und mediale Darstellung. Kritiker bezeichnen insbesondere Zero Killed als „verstörend“ und konfrontativ.

## Persönliches
Kosakowski lebt in Berlin mit der Künstlerin Uli Aigner und hat vier Kinder.

## Filmografie (Auswahl)
- 2006: Just Like the Movies (Kurzfilm)
- 2007: Fortynine (Videoinstallation)
- 2012: Zero Killed
- 2015: German Angst (Episode: Make a Wish)
- 2025: Holofiction

## Auszeichnungen (Auswahl)
- 2006: Best Short Film – Milano Film Festival für Just Like the Movies
- 2012: Best Documentary – Chicago Underground Film Festival für Zero Killed